# ERS 15
ERS 15 (ang. Environmental Research Satellites 15) – amerykański wojskowy satelita technologiczny. Stanowił część programu ERS. Zadaniem należącego do US Air Force satelity miało być testowanie nowych metod spawania metali. Wraz z satelitą SECOR 7, stanowił ładunek dodatkowy misji MIDAS 11. Satelita znany był także jako ORS 1 (ang. Octahedral  Research Satellite 1).

## Budowa i działanie

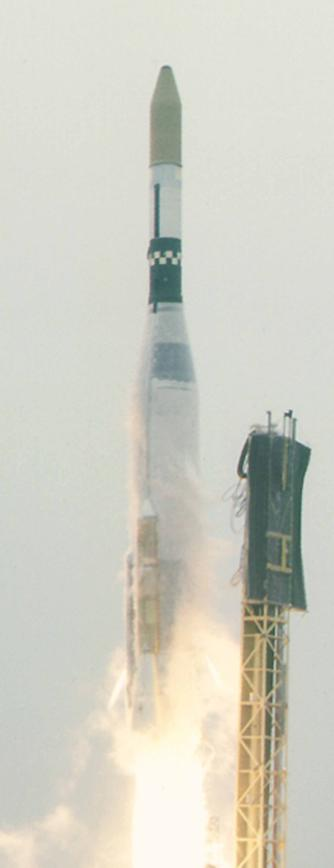
Start rakiety Atlas Agena D, 19 sierpnia 1966 roku, gdzie ładunkiem dodatkowym był satelita ERS 15.

Celem programu ERS było opracowanie technologii, które miały być wykorzystane przy budowie nowych generacji satelitów. Misje programu koncentrowały się głównie na badaniu warunków panujących w przestrzeni kosmicznej, a także wykorzystaniu nowych materiałów i metod produkcyjnych do budowy satelitów. Satelity tego programu planowane były zazwyczaj jako ładunek dodatkowy do misji większych satelitów. ERS 15 badał metody łączenia metali, za pomocą spawania w niższych niż standardowo temperaturach .
Satelita miał kształt ośmiościanu, na którego bokach o długości 23 cm zamontowano służące do wytwarzania energii elektrycznej ogniwa słoneczne.

## Misja
Misja rozpoczęła się 19 sierpnia 1966 roku, kiedy rakieta Atlas Agena D wyniosła z kosmodromu Vandenberg na niską orbitę okołoziemską trzy satelity wśród których był ERS 15 . Po znalezieniu się na orbicie ERS 15 otrzymał oznaczenie COSPAR 1966-077C .
Satelita pozostaje na orbicie, której parametry to 3686,8 km w perygeum i 3712,1 km w apogeum .